# Dead Ahead
Dead Ahead è il secondo e ultimo album dei Wild Horses, pubblicato nel 2003 per l'etichetta discografica Z Records.

## Tracce
1. Can't Get By
2. Ride On
3. Live It and Give It
4. Vancouver Mover
5. What's This Thing
6. California Freedom
7. Rebel Road
8. When Will It End
9. Never Goin' Home
10. Asphalt Ribbon Fever
11. Cradle To The Grave

## Formazione
- John Levesque - voce, chitarra
- Rick Steier - chitarra, voce
- Jeff Pilson - basso, voce
- James Kottak - batteria, percussioni, voce